# Papillacarus incompletus
Papillacarus incompletus är en kvalsterart som först beskrevs av Sandór Mahunka 1985.  Papillacarus incompletus ingår i släktet Papillacarus och familjen Lohmanniidae. Inga underarter finns listade i Catalogue of Life.